# 中村国重
中村 国重（なかむら くにしげ）は、戦国時代から安土桃山時代にかけての武将。山名氏家臣。父は中村豊重。幼名は鍋法師丸。通称は源八郎。

## 生涯
因幡中村氏の中村豊重の子として生まれる。
永禄6年（1563年）4月3日、湯所口の戦いで父・豊重が討死したため、急遽家督を継承した。国重はまだ幼く元服前であったため、家中では家督を巡る混乱が生じたが、因幡守護の山名豊数が仲裁して国重が当主となることを命じたため、家中の混乱は収まった。
その後は山名豊数に重用され、永禄7年（1564年）には八東郡・高草郡・気多郡・法美郡内の土地が所領として与えられている。
永禄7年（1564年）頃に山名豊数が死去または隠居した後はその弟・山名豊国の家臣となった。元服の際には豊国から「国」の偏諱与えられて、中村源八郎国重と名乗った。
二次史料ではあるが『陰徳太平記』には元亀3年（1573年）にあった山名豊国の鳥取城攻めの武将として国重の名前が記されている。
晩年の動向や没年などは不明。